# Pseudacroclita hapalaspis
Pseudacroclita hapalaspis är en fjärilsart som beskrevs av Edward Meyrick 1931. Pseudacroclita hapalaspis ingår i släktet Pseudacroclita och familjen vecklare. Inga underarter finns listade i Catalogue of Life.